# Dissacus
Il dissaco (gen. Dissacus) è un mammifero estinto, appartenente agli acreodi. Visse tra il Paleocene inferiore e l'Eocene inferiore (circa 62 - 52 milioni di anni fa) e i suoi resti fossili sono stati ritrovati in Nordamerica, Asia ed Europa.

## Descrizione
Questo animale, come molti suoi stretti parenti (i mesonichidi), doveva avere vagamente l'aspetto di un lupo dalle zampe corte. Il cranio era molto grande in relazione al resto del corpo, e fornito di una notevole dentatura. Il corpo era più lungo e basso rispetto a quello dei carnivori attuali, e le zampe erano più corte. Queste ultime, inoltre, non dovevano possedere artigli ma unghie simili a zoccoli.
Il cranio di Dissacus era generalmente allungato, con una prominente cresta sagittale, ma il muso era piuttosto corto. Al contrario dei mesonichidi più derivati (come Mesonyx) la base cranica di Dissacus era dotata di una fossa subarcuata.
Nel 2007, l'eccellente stato di conservazione di un esemplare di Dissacus proveniente dalla Mongolia (D. zanabazari) ha permesso di notare alcune caratteristiche dei mesonichidi precedentemente sconosciute, come la presenza del primo metatarso notevolmente ridotto e sostanzialmente privo di funzione. Inoltre, gli incisivi inferiori di Dissacus erano dotati di tre cuspidi.

## Classificazione
Dissacus è stato descritto per la prima volta da Edward Drinker Cope nel 1881; noto principalmente per materiale cranico, questo animale è conosciuto grazie a numerose specie che sono state ritrovate in terreni del Paleocene - Eocene in numerose località del Nordamerica, dell'Europa e dell'Asia. In Europa il genere è noto per le specie D. europeus, D. raslanloubatieri e D. rougierae, probabilmente immigrate dal Nordamerica; in Asia invece Dissacus si diffuse con numerose specie tra il Paleocene e l'Eocene (D. rotundus, D. indigenus, D. magushanensis, D. serratus, D. zengi e D. zanabazari). In Nordamerica, Dissacus era ampiamente rappresentato da numerose specie, tra le quali D. argenteus, D. navajovius, D. praenuntius e D. willwoodensis.

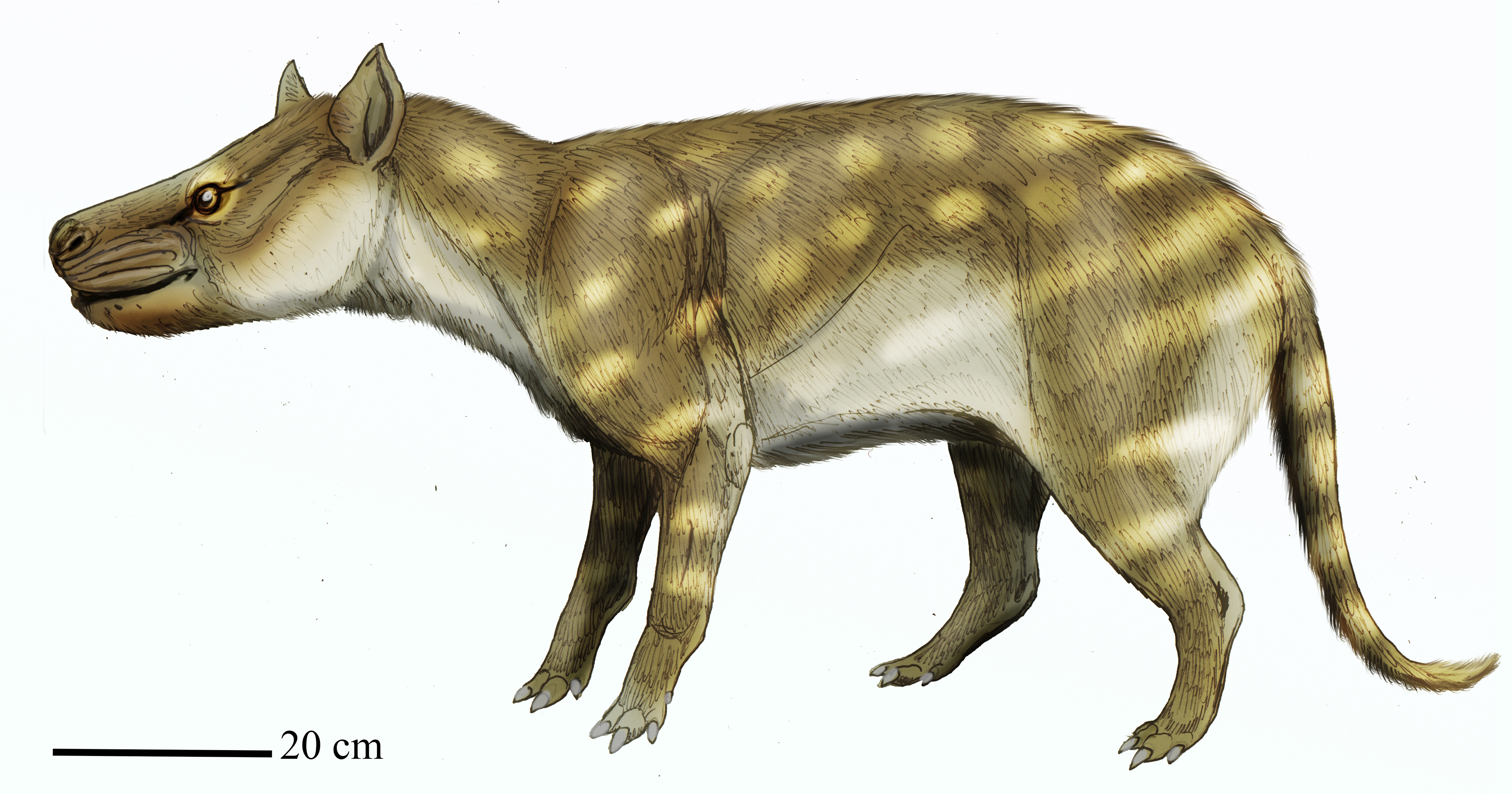
Ricostruzione di Dissacus praenuntius

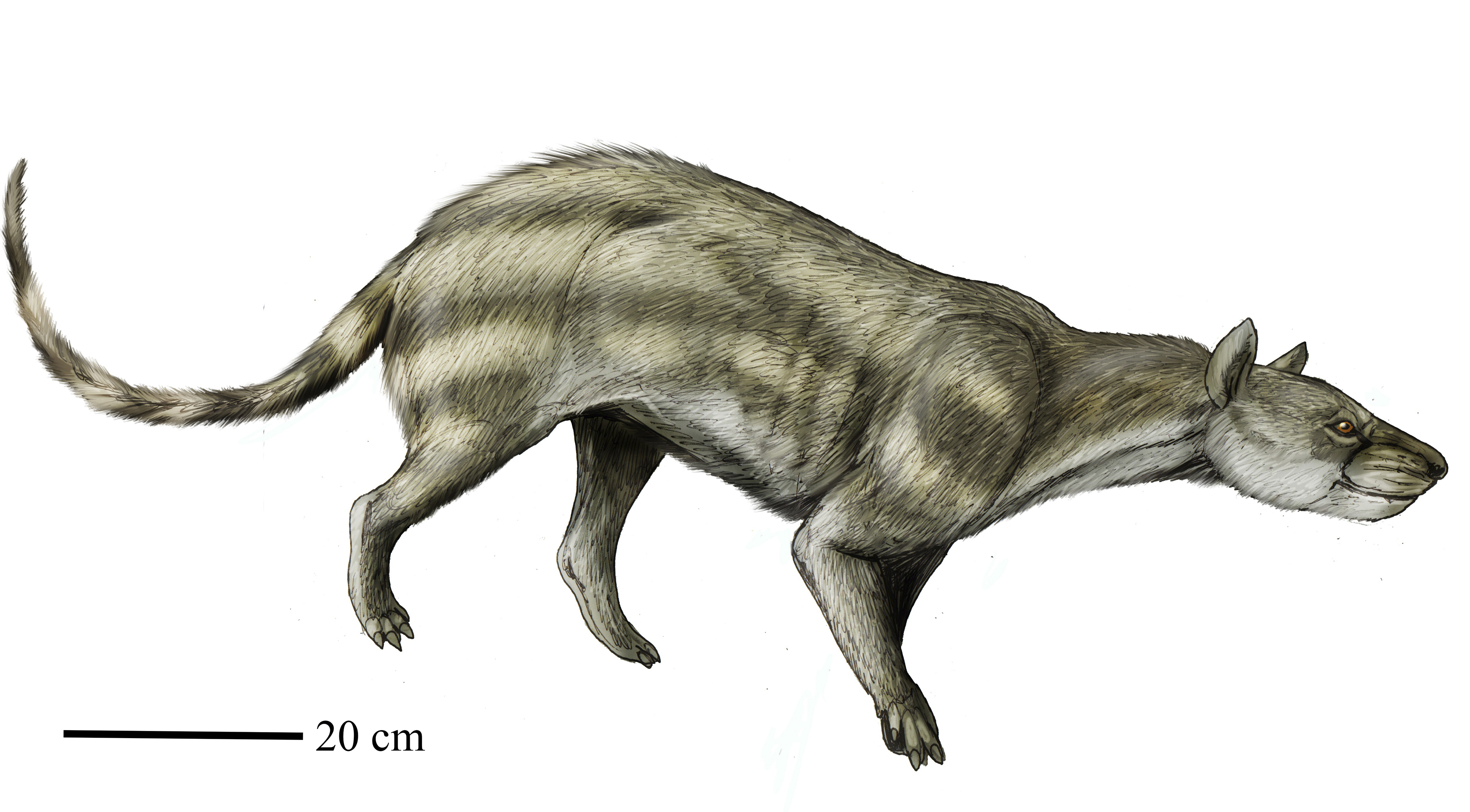
Ricostruzione di Dissacus zanabazari

Dissacus è considerato il genere più basale tra gli acreodi mesonichidi, un gruppo di mammiferi arcaici che svilupparono una morfologia simile a quella degli attuali canidi, pur non essendo strettamente imparentati con l'ordine dei carnivori. Un'analisi filogenetica del 2007 ha messo in luce le parentele tra le varie specie di Dissacus: secondo lo studio, le più basali potrebbero essere state le nordamericane D. argenteus e D. willwoodensis, seguite da D. praenuntius e da un clade composto dall'asiatica D. zanabazari e D. navajovius, così come dal genere Ankalagon (Geisler e McKenna, 2007). Secondo questa classificazione, quindi, Dissacus sarebbe un genere parafiletico, o il genere Ankalagon sarebbe da includere all'interno di Dissacus.
Inoltre, lo studio del 2007 ha determinato che in questi mesonichidi primitivi il primo dito era assente e il primo metatarso notevolmente ridotto: queste caratteristiche, presenti anche nei rappresentanti basali di perissodattili, cetacei e artiodattili, potrebbero essere caratteristiche condivise (sinapomorfie) tra questi gruppi, a testimoniare un'origine comune.